# Marcel Charrier
Pour les articles homonymes, voir Charrier.
Marcel-Lucien-Honoré Charrier, né le 27 août 1868 au Palais (Morbihan) et mort le 14 février 1934 à Port-Louis (Morbihan), est un homme politique français.

## Biographie
Marcel Charrier est né sur Belle-Île-en-Mer en Bretagne.
Après des études secondaires à Nantes et à Lorient, il s'engage dans l'infanterie de Marine et passe trois ans en Indochine. Il prend part ensuite à la Première Guerre mondiale, et est blessé à la bataille de Verdun. Il atteint le grade de lieutenant.
Il reprendt la direction de ses affaires industrielles à Port-Louis, et, en 1919, entre au conseil municipal et au conseil d'arrondissement de cette ville. Il devient maire Port-Louis en 1923, est élu député du Morbihan aux élections de 1928 et obtient sa réélection aux élections de 1932.

## Sources
- « Marcel Charrier », dans le Dictionnaire des parlementaires français (1889-1940), sous la direction de Jean Jolly, PUF, 1960 [détail de l’édition]